# 綿勳
貝子綿勳（穆麟德轉寫：miyan hiyūn；1817年2月5日—1893年12月20日），追封貝子永松第二子，母側室兆氏，其父為兆阿林，諴親王系第五代。
他在嘉慶二十一年十二月（合1817年）出生，道光七年五月（1827年）襲封奉恩將軍，到道光十六年十二月（1836年）接替堂伯成為諴親王第五代（其父永松追封為諴親王系第四代貝子），但因為諴親王並非世襲罔替的爵位，因此他的封爵只是貝子。
光緒十九年十一月（1893年）他去世，虛齡七十八岁，由孫子載信襲封諴親王系第六代，不過需遞降為奉恩鎮國公襲封。